# Valea Nicovani
Valea Nicovani – wieś w Rumunii, w okręgu Prahova, w gminie Valea Călugărească. W 2011 roku liczyła 667 
mieszkańców.